# ياندكس محرر الخرائط
ياندكس محرر الخرائط هو خدمة صممتها شركة ياندكس لتصميم وتطوير خرائط ياندكس، أطلقت هذه الخدمة لأول مرة في سنة 2010، وكانت الفكرة من إنشائها هو تواجد بعض الأماكن التي كانت خرائطها تحتوي على معلومات جد قليلة، فجاءت خدمة ياندكس محرر الخرائط لتفتح المجال للمستخدمين لإضافة أسماء الأماكن والطرق التي يعرفونها ويتم نشرها في خرائط ياندكس بعد أن تتم الموافقة عليها من طرف الإداريين في ياندكس محرر الخرائط.

## طريقة العمل
طريقة عمل ياندكس محرر الخرائط، كانت طريقة سهلة، حيث يقوم المستخدمون بإضافة الأماكن التي يعرفونها كالمحلات التجارية والمقاهي... وغيرها من الأماكن، وأيضاً يستطيع المستخدمون رسم الطرق والسكك الحديدية والأنهار المائية، أو تعديل أسماء الأماكن والطرق التي توجد سابقاً، كل هذا يتم بالاعتماد على صور الساتيلايت. هذه الإضافات والتعديلات لا تدخل مباشرة خرائط ياندكس، بل تستوجب أن يتم الموافقة عليها أولاً من طرف الإداريين في ياندكس محرر الخرائط، حيث كانت ياندكس تمنح وصف إداري للمستخدمون الذين يبرهنون عن جدارتهم ويقومون بتعديلات وإضافات ذات قيمة عالية.